# Píer de Canary Wharf

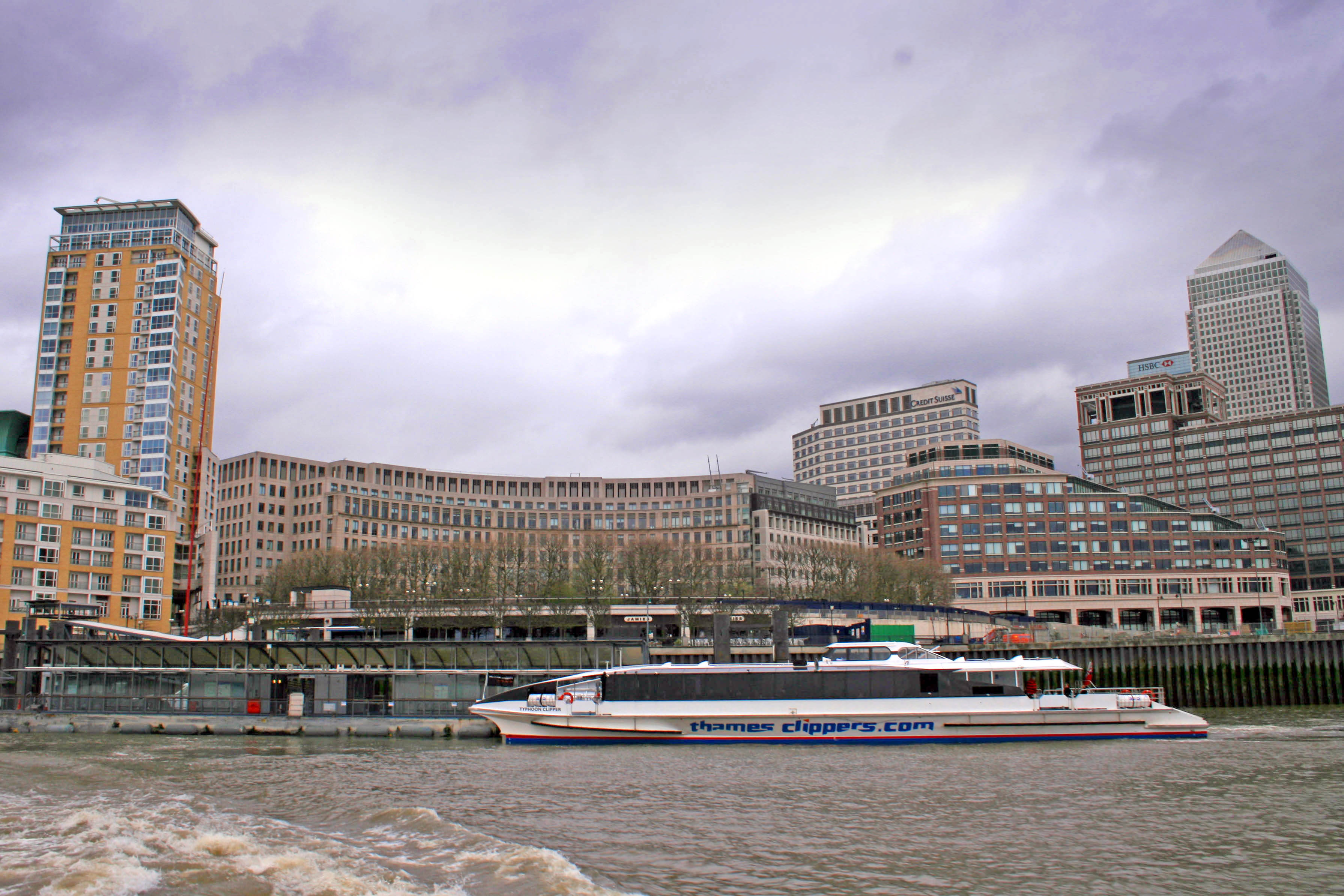
Vista do píer.

O Píer de Canary Wharf é um píer no Rio Tâmisa em Londres, Reino Unido. Está localizado no lado oeste do distrito de  Canary Wharf.
O píer é servido por dois serviços orientados de balsas, ambos operados pela Thames Clipper sob licença da London Rio Services. O Canary Wharf - Rotherhithe Ferry, também operado pela Thames Clippers, liga Canary Wharf Pier ao Píer Nelson Dock no hotel Hilton em Rotherhithe. A balsa pode ser usada tanto por hóspedes do hotel quanto por passageiros não hospedados.
Um planejamento foi proposto em 2008 de ampliar o píer, de modo que até três barcos podem atracar simultaneamente. O projeto foi programada para começar em janeiro de 2008, no entanto, em setembro de 2014 apenas dois barcos podem atracar ao mesmo tempo.